# Lichfield
City of Lichfield, ook Lichfield, is een civil parish met de officiële titel van city,  in het bestuurlijke gebied Lichfield, in het Engelse graafschap Staffordshire. De plaats telt 32.219 inwoners. Bij Lichfield, dat een lange historie heeft, is in 2009 een grote vroegmiddeleeuwse goudvondst gedaan, de schat van Staffordshire. In Lichfield is ook het standbeeld te zien van Edward Smith, kapitein van de RMS Titanic.

## Geboren in Lichfield
- Samuel Johnson (1709-1784), schrijver
- Henry Salt (1780-1827), kunstenaar, diplomaat en egyptoloog
- Adrian Woolliscroft (1952), componist
- Emily Nelson (1996), wielrenster en baanwielrenster